# Ralfs Freibergs
Ralfs Freibergs (* 17. Mai 1991 in Riga, Lettische SSR) ist ein lettischer Eishockeyspieler, der seit Juni 2023 beim Mountfield HK in der tschechischen Extraliga unter Vertrag steht. Der Verteidiger nahm für Lettland an zwei Olympischen Spielen teil und gewann bei der Weltmeisterschaft 2023 im eigenen Land die Bronzemedaille.

## Karriere
Freibergs begann seine Karriere beim HK Prizma Riga, für den er in der Saison 2008/09 sein Debüt in der lettischen Eishockeyliga gab. Anschließend wechselte er zu den Dinamo-Juniors Riga, der Nachwuchsmannschaft von Dinamo Riga, die in der belarussischen Extraliga antrat, und absolvierte dort 33 Spiele. Während der Saison 2009/10 wechselte Freibergs, der von keinem Team im NHL Entry Draft ausgewählt worden war, nach Nordamerika. Dort schloss er sich dem Texas Tornado aus der US-amerikanischen Juniorenliga North American Hockey League (NAHL) an. In der Saison 2010/11 gelang dem Letten der Durchbruch, als er mit 55 Scorerpunkten in 53 Spielen die Saison als punktbester Verteidiger der Liga beendete. Anschließend wurde er ins erste All-Star Team der NAHL berufen und als bester Verteidiger der Liga ausgezeichnet.
Für die folgende Spielzeit wechselte Ralfs Freibergs zu den Lincoln Stars aus der United States Hockey League (USHL). Dort erzielte er in seiner Debütsaison 43 Punkte, davon 35 Vorlagen, in 60 Spielen, und war erneut punktbester Verteidiger der Liga. Am Ende der Saison wurde er ins Second All-Star Team der USHL berufen. Zur Saison 2012/13 schrieb er sich an der Bowling Green State University im US-Bundesstaat Ohio ein, wurde allerdings zunächst vom Spielbetrieb der National Collegiate Athletic Association (NCAA) ausgeschlossen, da er in seiner Karriere bereits in einer Profiliga gespielt hatte. Schließlich kam er bis zum Saisonende auf acht Einsätze, in denen er sieben Punkte erzielte.
In der Saison 2014/15 wechselte Freibergs zwischen den St. John’s IceCaps aus der American Hockey League (AHL) und den Ontario Reign aus der ECHL, wobei er jedoch hauptsächlich in der ein Niveau niedriger angesiedelten ECHL zum Einsatz kam. Im Oktober 2015 wechselte er innerhalb der Liga zu den Toledo Walleye. Nach einem Jahr bei den Walleye kehrte er nach Europa zurück und wurde von Dinamo Riga unter Vertrag genommen. Für Dinamo absolvierte er 38 Partien in der Kontinentalen Hockey-Liga (KHL), in denen er sechs Scorerpunkte sammelte. Anschließend wechselte er in die tschechische Extraliga zu PSG Berani Zlín. In den folgenden drei Spielzeiten war er bei dem Team aus Zlín jeweils der punktbeste Verteidiger im Team. Zur Saison 2020/21 wechselte er innerhalb der Extraliga zum HC Kometa Brno, ehe er im Januar 2021 an den HC Oceláři Třinec ausgeliehen wurde. Am Ende der Saison 2020/21 gewann er mit den Stahlstädtern die tschechische Meisterschaft.
Anschließend kehrte er zu Dinamo Riga zurück. Im Februar 2022 zog sich Dinamo Riga aus der KHL zurück und Freibergs wechselte zu den Iserlohn Roosters in die Deutsche Eishockey Liga (DEL). Zur Saison 2022/23 schloss er sich mit dem HC Litvínov wieder einem tschechischen Team an. Im Jahr darauf wechselte er ligaintern zu Mountfield HK.

### International
Ralfs Freibergs vertrat Lettland erstmals bei der U18-Junioren-Weltmeisterschaft der Division I 2008 und 2009, als ihm mit der Mannschaft der Aufstieg in die Top-Division gelang. Auch bei den U20-Junioren-Weltmeisterschaften 2009 und 2010 stand er im Kader der lettischen Mannschaft. Bei der U20-Junioren-Weltmeisterschaft der Division I 2011 führte er Lettland zum Aufstieg in die Top-Division und wurde als bester Verteidiger des Turniers ausgezeichnet.
Für die Herrennationalmannschaft stand Freibergs erstmals bei der Weltmeisterschaft 2013 auf dem Eis. Am 7. Januar 2014 wurde er in den Kader der lettischen Eishockeynationalmannschaft für die Olympischen Winterspiele 2014 in Sotschi berufen und war der einzige Spieler der NCAA, der am Eishockeyturnier teilnahm. Am 22. Februar 2014 war ein Dopingtest positiv auf ein Dehydrochlormethyltestosteron-Metabolit und das IOC schloss ihn von den Spielen aus. Freibergs wurde aufgrund der positiven Dopingprobe durch die Internationale Eishockey-Föderation (IIHF) bis Februar 2016 gesperrt.
Nach Ablauf der Sperre kehrte Freibergs in den Kader der lettischen Nationalmannschaft zurück und absolvierte für diese die Weltmeisterschaft 2016, die Olympiaqualifikation 2016 sowie die Weltmeisterschaften 2017, 2018, 2019 und 2021. Auch bei den Olympischen Spielen 2022 gehörte er wieder zum lettischen Team. Bei der Heim-WM 2023 zog er mit Lettland bis ins Halbfinale ein und gewann am Ende die Bronzemedaille. Im Jahr 2024 gehörte er abermals zum WM-Kader und qualifizierte sich mit der Nationalmannschaft für die Olympischen Winterspiele 2026.

## Erfolge und Auszeichnungen
| - 2011 NAHL First All-Star Team - 2011 NAHL All-South Division Team - 2011 NAHL-Verteidiger des Jahres | - 2012 USHL Second All-Star Team - 2021 Tschechischer Meister mit dem HC Oceláři Třinec |

### International
- 2009 Aufstieg in die Top-Division bei der U18-Junioren-Weltmeisterschaft der Division I
- 2011 Aufstieg in die Top-Division bei der U20-Junioren-Weltmeisterschaft der Division I
- 2011 Bester Verteidiger der U20-Junioren-Weltmeisterschaft der Division I, Gruppe A
- 2023 Bronzemedaille bei der Weltmeisterschaft

## Karrierestatistik
Stand: Ende der Saison 2024/25

### International
Vertrat Lettland bei:
| - U18-Junioren-Weltmeisterschaft der Division I B 2008 - U18-Junioren-Weltmeisterschaft der Division I B 2009 - U20-Junioren-Weltmeisterschaft 2009 - U20-Junioren-Weltmeisterschaft 2010 - U20-Junioren-Weltmeisterschaft der Division I A 2011 - Weltmeisterschaft 2013 - Olympische Winterspiele 2014 - Weltmeisterschaft 2016 - Qualifikationsturnier für die Olympischen Winterspiele 2018 - Weltmeisterschaft 2017 | - Weltmeisterschaft 2018 - Weltmeisterschaft 2019 - Weltmeisterschaft 2021 - Qualifikationsturnier für die Olympischen Winterspiele 2022 - Olympische Winterspiele 2022 - Weltmeisterschaft 2023 - Weltmeisterschaft 2024 - Qualifikationsturnier für die Olympischen Winterspiele 2026 - Weltmeisterschaft 2025 |

(Legende zur Spielerstatistik: Sp oder GP = absolvierte Spiele; T oder G = erzielte Tore; V oder A = erzielte Assists; Pkt oder Pts = erzielte Scorerpunkte; SM oder PIM = erhaltene Strafminuten; +/− = Plus/Minus-Bilanz; PP = erzielte Überzahltore; SH = erzielte Unterzahltore; GW = erzielte Siegtore; 1 Play-downs/Relegation; Kursiv: Statistik nicht vollständig)